# جانلوکا کاپراری

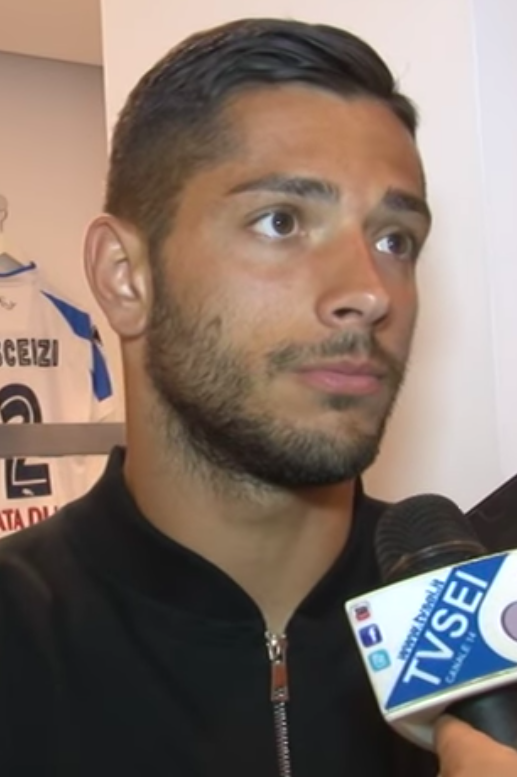
جانلوکا کاپراری - ۲۰۱۷

جانلوکا کاپراری (ایتالیایی: Gianluca Caprari؛ زاده ۳۰ ژوئیهٔ ۱۹۹۳) یک بازیکن فوتبال اهل ایتالیا است.